# Prémio Renato Caccioppoli
O Prémio Renato Caccioppoli é um prémio atribuído pela Unione Matematica Italiana a matemáticos italianos com menos de 38 anos de idade.
Este prémio foi criado em homenagem ao matemático italiano Renato Caccioppoli (1904 - 1959), era inicialmente atribuído de dois em dois anos mas, a partir de 1970 passou a ser atribuído de quatro em quatro anos.

## Laureados[2]
- 1960 Ennio de Giorgi
- 1962 Edoardo Vesentini
- 1964 Emilio Gagliardo
- 1966 Enrico Bombieri
- 1968 Mario Miranda
- 1970 Claudio Baiocchi
- 1974 Alberto Tognoli
- 1978 Enrico Giusti
- 1982 Antonio Ambrosetti
- 1986 Corrado de Concini
- 1990 Gianni Dal Maso
- 1994 Nicola Fusco
- 1998 Luigi Ambrosio
- 2002 Giovanni Alberti
- 2006 Andrea Malchiodi
- 2010 Giuseppe Mingione[3]
- 2014 Camillo De Lellis
- 2018 Valentino Tosatti
- 2022 Guido De Philippis